# سيدة

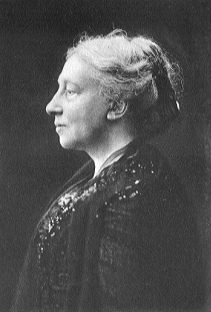
صورة لأوغوستا، آنسة غريغوري، التي تجسد بعض التفكير سمات الكلاسيكية للآنسة كلمة

سيدة أو ليدي  (بالإنجليزية: lady)‏ هو مصطلح أحترام مدني أنجليزي للمرأة، وتحديدا هو معادل لمصطلح لورد (lord) أو المحترم (gentleman) بالنسبة إلى الرجل،
وفي سياقات عديدة كان المصطلح يستخدم لأي امرأة بالغة. كان في إحدى المرات محصور في الاستخدام عند النساء من طبقة اجتماعية عالية على مدى الـ 300 سنة الماضية، يمكن الآن استخدام هذا المصطلح للإشارة إلى أي امرأة بالغة محترمة.

## أصل الكلمة
الكلمة تأتي من hlǣfdige الإنجليزية القديمة. الجزء الأول من الكلمة هو شكل محور من HLAF "رغيف الخبز"، وينظر أيضا في hlāford المقابلة، "الرب". وعادة ما تؤخذ الجزء الثاني ليكون من dig- الجذرية "، وينظر أيضا في العجين. وتنمية الحس من الخبز عجان، أو صانع الخبز، أو الخبز المشكل، إلى المعنى العادي، ولكن ليس بشكل واضح إلى أن تعود تاريخيا، وقد يتضح منه هو "الرب Lord".
المعنى الأساسي من «سيدة الأسرة» وهو الآن في معظمه عفا عليه الزمن، إنقاذاً لمصطلح «سيدة البيت». يتم الاحتفاظ بهذا المعنى في الولايات الجنوبية من الولايات المتحدة الأمريكية، وأيضا، في عنوان السيدة الأولى لزوجة مسؤول منتخب.
في العديد من اللغات الأوروبية يخدم على مدى يعادل كشكل عام للعنوان أي ما يعادل الإنجليزية مسز (مدام الفرنسية والاسبانية سينيورا، الإيطالية سنيورة، الألمانية فراو، البولندية باني، الخ).
ولكن في التهذيب الإنجليزي أستخدمت «ليدي» على مدى قرون عادة اً كـ«مصطلح عنوان» في صيغة الجمع، كما هو الحال بالنسبة ل«جنتلمان» أيضا.
كان المصطلح كإستخدام ندائي مفرد ولكن أصبح يقتصر في الغالب على الشعر.
في بعض اللهجات لايزال من الممكن استخدامها للمرأة المجهولة، في كثير من الأحيان في سياق حتمية أو استجواب، مماثلة ل «ماستر» للرجل المجهول.

## الاستخدام

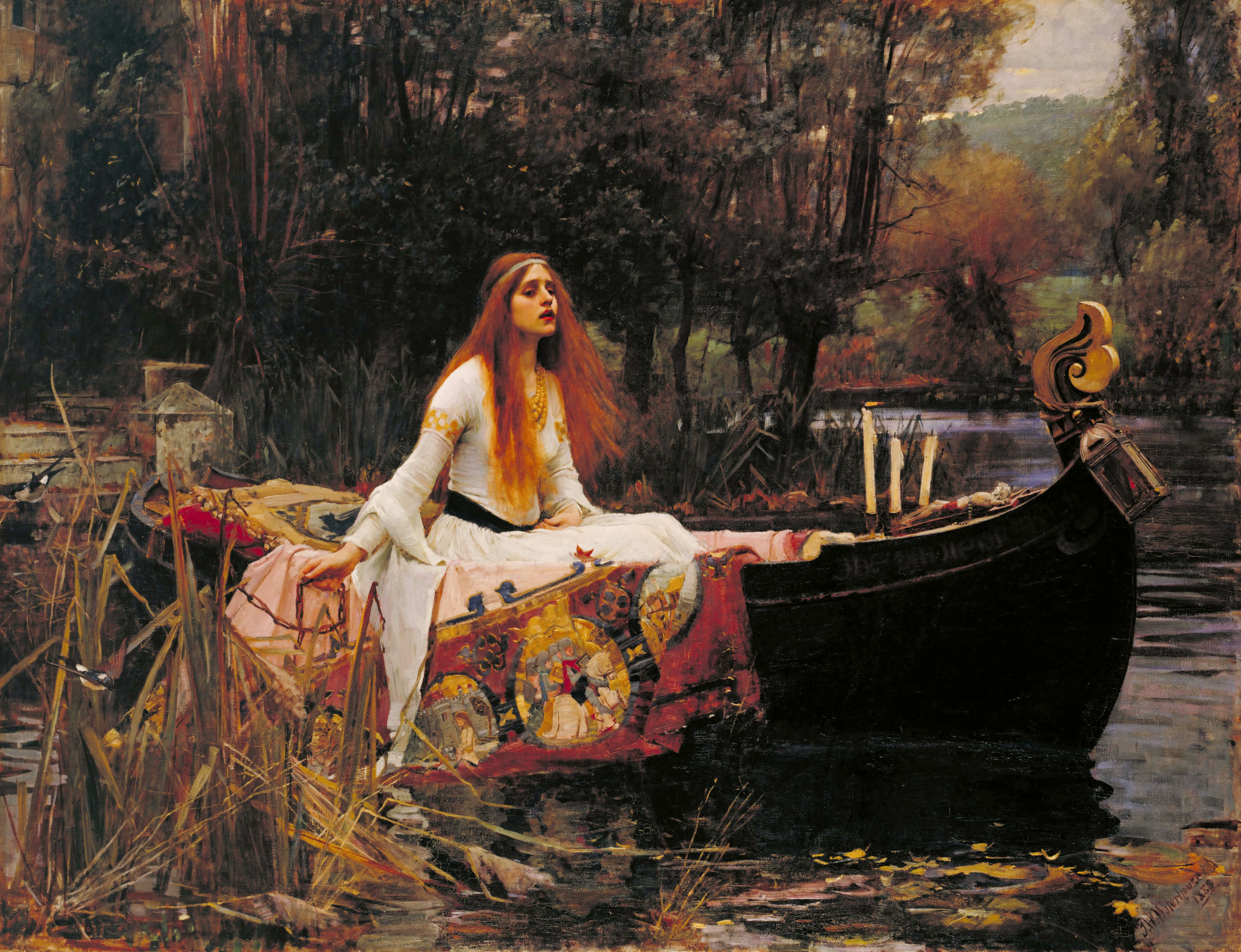
سيدة في قارب

في الإنجليزية البريطانية، تستخدم «ليدي» في كثير من الأحيان، ولكن ليس دائما، مجرد مرادف مهذب عن «المرأة».
ونوعية رسمية ومحترمة، وتستخدم لوصف امرأة ذات سن كبير أو عندما تتحدث امرأة لطفل (على سبيل المثال «إعطي المال للسيدة.») ويمكن استخدامها، لكن بشكل مستغرب، في أوصاف مثل «عاملة التنظيف» أو حتى «سيدة الحقيبة» (الصعلوكة).
وغالبا ما تتميز دورات المياه العامة من خلال علامات تظهر 'السيدات Ladies' أو 'السادة Gentlemen'.
في السنوات الأخيرة، أصبح استخدام كلمة ليدي أكثر تعقيدا.
ذكر ألفريد آير في عام 1881 أن النساء البائعات من الطبقة الوسطى العليا كان يطلق عليهن«نساء بائعات saleswomen»، في حين أن النساء البائعات من الطبقة الدنيا، الذين وظيفتهن تمثل التقدم الاجتماعي، يطلق عليهن «سيدات بائعات salesladies».
وذكر الصحفي الأمريكي ويليام ألن وايت إحدى الصعوبات في حياته 1946 في سيرته الذاتية. يروي أن امرأة كانت قد دفعت غرامة دعارة جاءت لصحيفته للاحتجاج، ليس تبليغاً عن قناعتها بما طبع، ولكن بسبب إشارة الصحيفة لها بأنها «امرأة woman» وليس «سيدة lady». بعد الحادثة، أكد وايت لقراءه، بأن صحيفته تشير إلى الإناث البشر بـ«المرأة women»، باستثناء الشخصيات في محكمة الشرطة، واللاتي كنَّ جميعهن «سيدات ladies».
في أواخر القرن الـ19 وأوائل القرن العشرين، ذكرت المؤرخة البريطانية نانسي ميتفورد عام 1954 في مقال «U مقابل غير U»، الفئة المتدنية من السيدات يفضلنَّ بشدة أن يطلق عليهن «السيدات ladies» في حين النساء من خلفيات اجتماعية أعلى يفضلنَّ أن يعرفن بأنهن «امرأة women».
هذه قضايا الطبقة الاجتماعية، في حين لم يعد كما كان بارزا في ذلك القرن، ويستخدم بشكل رسمي «ليدي» بشيء من السخرية (على سبيل المثال: «سيدتي التنظيف»، أو «السيدات الليل» للمومسات). وتعليقا على الكلمة في عام 1953، كتب ك.س. لويس أن «حارس من هولواي قال انه سجن للسيدات!»
المصطلح لا يزال قيد الاستخدام، كما النظير في «جنتلمان»، في عبارة «السيدات والسادة ladies and gentlemen».

## معاني أخرى
استخدم المصطلح بشكل خاص عنواناً لمريم العذراء، بالعادة سيدتنا Our Lady، باللاتينية دومينا نوسترا.
في يوم السيدة Lady Day وكنيسة السيدة Lady Chapel كانت الكلمة بشكل تام مضافة، تمثل hlǣfdigan تمثل «للسيدة».
يتم استخدام كلمة أيضا عنوانا لآلهة ويكا، سيدة.
أحيلت مارغريت ثاتشر بشكل غير رسمي بنفس الطريقة من قبل العديد من زملائها السياسيين عندما كانت رئيس وزراء بريطانيا العظمى.